# زاناکس (گروه موسیقی)
زاناکس(به انگلیسی:Xanax) یک گروه موسیقی آلترناتیو راک و ایندی راک صربستانی بود که مابین سالهای ۲۰۰۸ تا ۲۰۱۴ میلادی در بلگراد فعالیت می کرد. این گروه با دو لیبل(کمپانی ساخت و انتشار موسیقی) به نام های آیس کریم دیسکو(Ice cream disco) و آمونیت ریکورد(Ammonite record) فعال بود.

## ریشه نام گروه
زاناکس نام تجاری داروی آرام بخش آلپرازولام ساخت شرکت داروسازی فایزر آمریکا است.

## اعضای گروه
- سانا گاریک
- دژان استانیساویچ
- دیوید پوپوویچ
- لونا اسکوپلیا
- بورکو بوراک
- ولادیمیر مارکوویچ

## سبک های گروه
- آلترناتیو راک
- ایندی راک
- نویز راک
- الکترونیک راک
- اکسپریمنتال راک
- نئوسایکدلیک راک